# Arctia lutescens
Arctia lutescens là một loài bướm đêm thuộc phân họ Arctiinae, họ Erebidae.